# Blas Pérez
Blas Antonio Miguel Pérez Ortega[carece de fontes?] (Cidade do Panamá, 13 de março de 1981) é um ex-futebolista panamenho que atuava como atacante. Atualmente está aposentado.

## Carreira
Blas Perez fez parte do elenco da Seleção Panamenha de Futebol da Copa América de 2016.
Em 2019 chega ao seu fim de carreira.

## Artilharias
Universitario Popayán
- Campeonato Colombiano – Segunda Divisão: 2004 – 29 gols

Indios Juárez
- Campeonato Mexicano – Segunda Divisão: 2011 (Clausura) – 14 gols